# 列屿镇
列屿镇，是中华人民共和国福建省漳州市云霄县下辖的一个乡镇级行政单位。

## 行政区划
列屿镇下辖以下地区：
山前村、林坪村、顶城村、城外村、城内村、宅坂村、宅后村、南山村、油车村、人家村、青径村和半山村。